# T-Mobile Arena
T-Mobile Arena je multifunkční krytá aréna v ulici Las Vegas Strip v Paradise v metropolitní oblasti Las Vegas. Byla otevřena 6. dubna 2016. Umožňuje konání mnoha událostí – boxu, ledního hokeje, basketbalu, rodea, koncertů a dalších událostí. Je domácím stadionem hokejového klubu Vegas Golden Knights. Maximální kapacita je 20 000 osob. Cena byla 375 milionů amerických dolarů. Nachází se u stanice MGM Grand systému Las Vegas Monorail. Architektem arény je ateliér Populous.